# Højspændingspylon
En højspændingspylon (også elmast eller luftledningsmast) er en struktur til ophængning af en luftledning.
Afhængig af luftledningens elektriske spænding anvendes forskellige højspændingsmaster. Afhængigt af de tilgængelige råmaterialer er masterne lavet af stål, beton eller endda træ. Stålmasten bruges som regel hyppigst i de øvre spændingsniveauer, mens træmaster overvejende anvendes i de nederste spændingsniveauer, såsom telefonstænger. Afhængigt af antallet af kabler anvendes forskellige designs.

## Galleri
- Y–mast (400 kV)
- X-Mast (400 kV)
- Eaglemast (400 kV)
- Portalmast (60 kV)
- Toniveaumast (60 kV)
- Tøndemast og enkeltniveaumast
- Betonmast
- A-Mast
- Træmast